# Thế vận hội Mùa đông

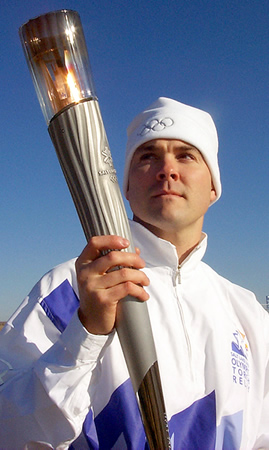
Một vận động viên cầm Ngọn đuốc Olympic trong lễ rước đuốc năm 2002

Thế vận hội Mùa đông là sự kiện thể thao được tổ chức bốn năm một lần với nhiều môn thể thao, đây là sự kiện được tổ chức bởi Ủy ban Olympic quốc tế. Thế vận hội mùa đông là sự kiện thể thao được tổ chức dành riêng cho các môn thể thao mùa đông, được thi đấu trên băng hoặc tuyết như trượt băng nghệ thuật, trượt tuyết...
Cũng giống như Thế vận hội Mùa hè, mỗi Ủy ban Olympic quốc gia ở mỗi nước chọn các vận động viên tiêu biểu cho nước đó tới tranh tài cùng các vận động viên ở các quốc gia khác. Trong mỗi sự kiện thể thao, vị trí thứ nhất sẽ giành được Huy chương vàng, vị trí thứ hai với Huy chương bạc và vị trí thứ ba với Huy chương đồng.
Thế vận hội Mùa đông có ít các quốc gia tham dự hơn Thế vận hội Mùa hè, chủ yếu là do điều kiện khí hậu, vì có rất nhiều quốc gia nằm gần xích đạo không có điều kiện để tập luyện các môn thể thao mùa đông.
Cũng giống Thế vận hội Mùa hè, Hoa Kỳ là quốc gia có nhiều lần tổ chức Thế vận hội Mùa đông nhất với bốn lần, lần gần đây nhất là tại Salt Lake City, Utah năm 2002. Pháp đã có ba lần tổ chức Thế vận hội Mùa đông, trong khi Áo, Canada, Ý, Nhật Bản, Na Uy và Thụy Sĩ giành được vinh dự này hai lần. Đức, Nga và Nam Tư đã có một lần tổ chức kỳ đại hội này; Hàn Quốc và Trung Quốc có lần tổ chức Olympic mùa đông đầu tiên vào các năm 2018 và 2022.
Ba thành phố đã có hai lần tổ chức thế vận hội mùa đông là: Lake Placid, New York của Hoa Kỳ, St. Moritz của Thụy Sĩ và Innsbruck của Áo.
Thế vận hội Mùa đông gần đây nhất tổ chức tại Pyeongchang (Hàn Quốc) năm 2018 và thế vận hội tiếp theo sẽ được tổ chức ở Bắc Kinh (Trung Quốc) năm 2022. Vào ngày 24 tháng 6 năm 2019, hai thành phố Milano và Cortina d'Ampezzo của Ý đã được chọn đồng đăng cai Thế vận hội Mùa đông 2026.

## Bảng tổng sắp huy chương
Bảng dưới đây sử dụng dữ liệu chính thức được cung cấp bởi IOC.
| Số | Quốc gia           | Vàng | Bạc | Đồng | Tổng số | Đại hội |
| -- | ------------------ | ---- | --- | ---- | ------- | ------- |
| 1  | Na Uy (NOR)        | 148  | 133 | 124  | 405     | 24      |
| 2  | Hoa Kỳ (USA)       | 113  | 122 | 95   | 330     | 24      |
| 3  | Đức (GER)          | 102  | 98  | 65   | 267     | 13      |
| 4  | Liên Xô (URS)      | 78   | 57  | 59   | 194     | 9       |
| 5  | Canada (CAN)       | 77   | 72  | 80   | 229     | 24      |
| 6  | Áo (AUT)           | 71   | 88  | 91   | 250     | 24      |
| 7  | Thụy Điển (SWE)    | 65   | 61  | 60   | 166     | 24      |
| 8  | Thụy Sĩ (SUI)      | 63   | 47  | 57   | 167     | 24      |
| 9  | Hà Lan (NED)       | 53   | 49  | 45   | 147     | 22      |
| 10 | Nga (RUS)          | 47   | 39  | 35   | 121     | 6       |
| 11 | Phần Lan (FIN)     | 45   | 65  | 65   | 175     | 24      |
| 12 | Ý (ITA)            | 42   | 43  | 55   | 141     | 24      |
| 13 | Pháp (FRA)         | 41   | 47  | 55   | 138     | 24      |
| 14 | Đông Đức (GDR)     | 39   | 36  | 35   | 110     | 6       |
| 15 | Hàn Quốc (KOR)     | 32   | 30  | 16   | 78      | 19      |
| 16 | Trung Quốc (CHN)   | 22   | 32  | 23   | 77      | 19      |
| 17 | Nhật Bản (JPN)     | 17   | 28  | 31   | 76      | 23      |
| 18 | Anh Quốc (GBR)     | 12   | 5   | 17   | 34      | 24      |
| 19 | Tây Đức (FRG)      | 11   | 15  | 13   | 39      | 6       |
| 20 | Cộng hòa Séc (CZE) | 10   | 11  | 12   | 33      | 7       |

### Đoàn thể thao dẫn đầu bảng tổng sắp huy chương
Xếp theo thú tự từ lớn đến bé
- Na Uy — 9 lần
- Liên Xô — 7 lần
- Đức — 3 lần
- Nga — 2 lần
- Hoa Kỳ — 1 lần
- Thụy Điển — 1 lần
- Đông Đức — 1 lần
- Canada — 1 lần

## Danh sách kỳ Thế vận hội Mùa đông
| Đại hội | Năm tổ chức | Quốc gia đăng cai                                          | Tuyên bố khai mạc                                          | Ngày diễn ra                                               | Quốc gia                                                   | Đối thủ                                                    | Đối thủ                                                    | Đối thủ                                                    | Môn thể thao                                               | Phân môn                                                   | Nội dung                                                   | Quốc gia hàng đầu                                          | Tham khảo                                                  |
| Đại hội | Năm tổ chức | Quốc gia đăng cai                                          | Tuyên bố khai mạc                                          | Ngày diễn ra                                               | Quốc gia                                                   | Tổng số                                                    | Nam                                                        | Nữ                                                         | Môn thể thao                                               | Phân môn                                                   | Nội dung                                                   | Quốc gia hàng đầu                                          | Tham khảo                                                  |
| ------- | ----------- | ---------------------------------------------------------- | ---------------------------------------------------------- | ---------------------------------------------------------- | ---------------------------------------------------------- | ---------------------------------------------------------- | ---------------------------------------------------------- | ---------------------------------------------------------- | ---------------------------------------------------------- | ---------------------------------------------------------- | ---------------------------------------------------------- | ---------------------------------------------------------- | ---------------------------------------------------------- |
| I       | 1924        | Chamonix, Pháp                                             | Hạ sĩ Gaston Vidal                                         | 25 tháng 1 – 5 tháng 2                                     | 16                                                         | 258                                                        | 247                                                        | 11                                                         | 6                                                          | 9                                                          | 16                                                         | Na Uy (NOR)                                                |                                                            |
| II      | 1928        | St. Moritz, Thụy Sĩ                                        | Tổng thống Edmund Schulthess                               | 11–19 tháng 2                                              | 25                                                         | 464                                                        | 438                                                        | 26                                                         | 4                                                          | 8                                                          | 14                                                         | Na Uy (NOR)                                                |                                                            |
| III     | 1932        | Lake Placid, Hoa Kỳ                                        | Thống đốc Franklin D. Roosevelt                            | 4–15 tháng 2                                               | 17                                                         | 252                                                        | 231                                                        | 21                                                         | 4                                                          | 7                                                          | 14                                                         | Hoa Kỳ (USA)                                               |                                                            |
| IV      | 1936        | Garmisch-Partenkirchen, Đức                                | Thủ tướng Adolf Hitler                                     | 6–16 tháng 2                                               | 28                                                         | 646                                                        | 566                                                        | 80                                                         | 4                                                          | 8                                                          | 17                                                         | Na Uy (NOR)                                                |                                                            |
| 1940    | 1940        | Được trao cho Sapporo, Nhật Bản; bị hủy vì Thế chiến II    | Được trao cho Sapporo, Nhật Bản; bị hủy vì Thế chiến II    | Được trao cho Sapporo, Nhật Bản; bị hủy vì Thế chiến II    | Được trao cho Sapporo, Nhật Bản; bị hủy vì Thế chiến II    | Được trao cho Sapporo, Nhật Bản; bị hủy vì Thế chiến II    | Được trao cho Sapporo, Nhật Bản; bị hủy vì Thế chiến II    | Được trao cho Sapporo, Nhật Bản; bị hủy vì Thế chiến II    | Được trao cho Sapporo, Nhật Bản; bị hủy vì Thế chiến II    | Được trao cho Sapporo, Nhật Bản; bị hủy vì Thế chiến II    | Được trao cho Sapporo, Nhật Bản; bị hủy vì Thế chiến II    | Được trao cho Sapporo, Nhật Bản; bị hủy vì Thế chiến II    | Được trao cho Sapporo, Nhật Bản; bị hủy vì Thế chiến II    |
| 1944    | 1944        | Được trao cho Cortina d'Ampezzo, Ý; bị hủy vì Thế chiến II | Được trao cho Cortina d'Ampezzo, Ý; bị hủy vì Thế chiến II | Được trao cho Cortina d'Ampezzo, Ý; bị hủy vì Thế chiến II | Được trao cho Cortina d'Ampezzo, Ý; bị hủy vì Thế chiến II | Được trao cho Cortina d'Ampezzo, Ý; bị hủy vì Thế chiến II | Được trao cho Cortina d'Ampezzo, Ý; bị hủy vì Thế chiến II | Được trao cho Cortina d'Ampezzo, Ý; bị hủy vì Thế chiến II | Được trao cho Cortina d'Ampezzo, Ý; bị hủy vì Thế chiến II | Được trao cho Cortina d'Ampezzo, Ý; bị hủy vì Thế chiến II | Được trao cho Cortina d'Ampezzo, Ý; bị hủy vì Thế chiến II | Được trao cho Cortina d'Ampezzo, Ý; bị hủy vì Thế chiến II | Được trao cho Cortina d'Ampezzo, Ý; bị hủy vì Thế chiến II |
| V       | 1948        | St. Moritz, Thụy Sĩ                                        | Tổng thống Enrico Celio                                    | 30 tháng 1 – 8 tháng 2                                     | 28                                                         | 669                                                        | 592                                                        | 77                                                         | 4                                                          | 9                                                          | 22                                                         | Na Uy (NOR) · Thụy Điển (SWE)                              |                                                            |
| VI      | 1952        | Oslo, Na Uy                                                | Công chúa Ragnhild                                         | 14–25 tháng 2                                              | 30                                                         | 694                                                        | 585                                                        | 109                                                        | 4                                                          | 8                                                          | 22                                                         | Na Uy (NOR)                                                |                                                            |
| VII     | 1956        | Cortina d'Ampezzo, Ý                                       | Tổng thống Giovanni Gronchi                                | 26 tháng 1 – 5 tháng 2                                     | 32                                                         | 821                                                        | 687                                                        | 134                                                        | 4                                                          | 8                                                          | 24                                                         | Liên Xô (URS)                                              |                                                            |
| VIII    | 1960        | Thung lũng Squaw, Hoa Kỳ                                   | Phó tổng thống Richard Nixon                               | 18–28 tháng 2                                              | 30                                                         | 665                                                        | 521                                                        | 144                                                        | 4                                                          | 8                                                          | 27                                                         | Liên Xô (URS)                                              |                                                            |
| IX      | 1964        | Innsbruck, Áo                                              | Tổng thống Adolf Schärf                                    | 29 tháng 1 – 9 tháng 2                                     | 36                                                         | 1091                                                       | 892                                                        | 199                                                        | 6                                                          | 10                                                         | 34                                                         | Liên Xô (URS)                                              |                                                            |
| X       | 1968        | Grenoble, Pháp                                             | Tổng thống Charles de Gaulle                               | 6–18 tháng 2                                               | 37                                                         | 1158                                                       | 947                                                        | 211                                                        | 6                                                          | 10                                                         | 35                                                         | Na Uy (NOR)                                                |                                                            |
| XI      | 1972        | Sapporo, Nhật Bản                                          | Hoàng đế Hirohito                                          | 3–13 tháng 2                                               | 35                                                         | 1006                                                       | 801                                                        | 205                                                        | 6                                                          | 10                                                         | 35                                                         | Liên Xô (URS)                                              |                                                            |
| XII     | 1976        | Innsbruck, Áo                                              | Tổng thống Rudolf Kirchschläger                            | 4–15 tháng 2                                               | 37                                                         | 1123                                                       | 892                                                        | 231                                                        | 6                                                          | 10                                                         | 37                                                         | Liên Xô (URS)                                              |                                                            |
| XIII    | 1980        | Lake Placid, Hoa Kỳ                                        | Phó tổng thống Walter Mondale                              | 13–24 tháng 2                                              | 37                                                         | 1072                                                       | 840                                                        | 232                                                        | 6                                                          | 10                                                         | 38                                                         | Liên Xô (URS)                                              |                                                            |
| XIV     | 1984        | Sarajevo, Nam Tư                                           | Tổng thống Mika Špiljak                                    | 8–19 tháng 2                                               | 49                                                         | 1272                                                       | 998                                                        | 274                                                        | 6                                                          | 10                                                         | 39                                                         | Đông Đức (GDR)                                             |                                                            |
| XV      | 1988        | Calgary, Canada                                            | Toàn quyền Jeanne Sauvé                                    | 13–28 tháng 2                                              | 57                                                         | 1423                                                       | 1122                                                       | 301                                                        | 6                                                          | 10                                                         | 46                                                         | Liên Xô (URS)                                              |                                                            |
| XVI     | 1992        | Albertville, Pháp                                          | Tổng thống François Mitterrand                             | 8–23 tháng 2                                               | 64                                                         | 1801                                                       | 1313                                                       | 488                                                        | 6                                                          | 12                                                         | 57                                                         | Đức (GER)                                                  |                                                            |
| XVII    | 1994        | Lillehammer, Na Uy                                         | Vua Harald V                                               | 12–27 tháng 2                                              | 67                                                         | 1737                                                       | 1215                                                       | 522                                                        | 6                                                          | 12                                                         | 61                                                         | Nga (RUS)                                                  |                                                            |
| XVIII   | 1998        | Nagano, Nhật Bản                                           | Hoàng đế Akihito                                           | 7–22 tháng 2                                               | 72                                                         | 2176                                                       | 1389                                                       | 787                                                        | 7                                                          | 14                                                         | 68                                                         | Đức (GER)                                                  |                                                            |
| XIX     | 2002        | Thành phố Salt Lake, Hoa Kỳ                                | Tổng thống George W. Bush                                  | 8–24 tháng 2                                               | 78                                                         | 2399                                                       | 1513                                                       | 886                                                        | 7                                                          | 15                                                         | 78                                                         | Na Uy (NOR)                                                |                                                            |
| XX      | 2006        | Turin, Ý                                                   | Tổng thống Carlo Azeglio Ciampi                            | 10–26 tháng 2                                              | 80                                                         | 2508                                                       | 1548                                                       | 960                                                        | 7                                                          | 15                                                         | 84                                                         | Đức (GER)                                                  |                                                            |
| XXI     | 2010        | Vancouver, Canada                                          | Toàn quyền Michaëlle Jean                                  | 12–28 tháng 2                                              | 82                                                         | 2566                                                       | 1522                                                       | 1044                                                       | 7                                                          | 15                                                         | 86                                                         | Canada (CAN)                                               |                                                            |
| XXII    | 2014        | Sochi, Nga                                                 | Tổng thống Vladimir Putin                                  | 7–23 tháng 2                                               | 88                                                         | 2873                                                       | 1714                                                       | 1159                                                       | 7                                                          | 15                                                         | 98                                                         | Nga (RUS)                                                  |                                                            |
| XXIII   | 2018        | Pyeongchang, Hàn Quốc                                      | Tổng thống Moon Jae-in                                     | 9–25 tháng 2                                               | 92                                                         | 2922                                                       | 1680                                                       | 1242                                                       | 7                                                          | 15                                                         | 102                                                        | Na Uy (NOR)                                                |                                                            |
| XXIV    | 2022        | Bắc Kinh, Trung Quốc                                       | Tổng Bí thư-Chủ tịch Tập Cận Bình                          | 4–20 tháng 2                                               | 91                                                         | 2861                                                       | N/A                                                        | NA                                                         | 7                                                          | 15                                                         | 109                                                        | Na Uy (NOR)                                                |                                                            |
| XXV     | 2026        | Milan và Cortina d'Ampezzo, Ý                              | Tổng thống Ý (dự kiến)                                     | 6–22 tháng 2                                               | Sự kiện tương lai                                          | Sự kiện tương lai                                          | Sự kiện tương lai                                          | Sự kiện tương lai                                          |                                                            |                                                            |                                                            |                                                            |                                                            |
| XXVI    | 2030        | Vùng núi Alpes, Pháp                                       | TBD                                                        | tháng 2                                                    | Sự kiện tương lai                                          | Sự kiện tương lai                                          | Sự kiện tương lai                                          | Sự kiện tương lai                                          |                                                            |                                                            |                                                            |                                                            |                                                            |
| XXVII   | 2034        | Thành phố Salt Lake, Hoa Kỳ                                |                                                            | tháng 2                                                    | Sự kiện tương lai                                          | Sự kiện tương lai                                          | Sự kiện tương lai                                          | Sự kiện tương lai                                          |                                                            |                                                            |                                                            |                                                            |                                                            |

Không giống như Thế vận hội Mùa hè, Thế vận hội Mùa đông 1940 và Thế vận hội Mùa đông 1944 đã hủy bỏ không bao gồm trong chữ số La Mã chính thức tính cho Thế vận hội Mùa đông. Trong khi lần thứ chính thức của Thế vận hội Mùa hè tính Thế vận hội, lần thứ của Thế vận hội Mùa đông chỉ tính Thế vận hội của chính họ.

Bản đồ các vị trí của Thế vận hội Mùa đông. Các quốc gia đã tổ chức một Thế vận hội Mùa đông được tô bóng màu xanh lục, trong khi các quốc gia đã tổ chức hai hoặc nhiều hơn được tô bóng màu xanh lam.

## Lần đầu tham dự
Dưới đây là thống kê các kì Thế vận hội Mùa đông mà các đoàn thể thao lần đầu tiên giành quyền tham dự.
| Năm  | Đoàn thể thao |
| ---- | --- |
| 1924 | Áo, Bỉ, Canada, Cộng hòa Séc, Phần Lan, Pháp, Anh Quốc, Hungary, Ý, Latvia, Na Uy, Ba Lan, Serbia, Thụy Điển, Thụy Sĩ, Hoa Kỳ                              |
| 1928 | Argentina, Estonia, Đức, Nhật Bản, Litva, Luxembourg, México, Hà Lan, România                                                                              |
| 1932 | Không có |
| 1936 | Úc, Bulgaria, Hy Lạp, Liechtenstein, Tây Ban Nha, Thổ Nhĩ Kỳ                                                                                               |
| 1948 | Chile, Đan Mạch, Iceland, Hàn Quốc, Liban |
| 1952 | Bồ Đào Nha |
| 1956 | Bolivia, Iran, Nga |
| 1960 | Nam Phi |
| 1964 | Ấn Độ, CHDCND Triều Tiên, Mông Cổ |
| 1968 | Maroc |
| 1972 | Đài Bắc Trung Hoa, New Zealand, Philippines |
| 1976 | Andorra, San Marino |
| 1980 | Trung Quốc, Costa Rica, Síp |
| 1984 | Quần đảo Virgin thuộc Anh, Ai Cập, Monaco, Puerto Rico, San Marino, Sénégal                                                                                |
| 1988 | Fiji, Guam, Guatemala, Jamaica, Quần đảo Virgin thuộc Mỹ                                                                                                   |
| 1992 | Algérie, Bermuda, Brasil, Croatia, Eswatini, Honduras, Slovenia,                                                                                           |
| 1994 | Samoa thuộc Mỹ, Armenia, Belarus, Bosna và Hercegovina, Gruzia, Israel, Kazakhstan, Kyrgyzstan, Moldova, Slovakia, Trinidad và Tobago, Ukraina, Uzbekistan |
| 1998 | Azerbaijan, Kenya, Bắc Macedonia, Uruguay |
| 2002 | Cameroon, Hồng Kông, Nepal, Tajikistan, Venezuela |
| 2006 | Albania, Ethiopia, Madagascar, Thái Lan |
| 2010 | Quần đảo Cayman, Colombia, Montenegro, Pakistan, Perú |
| 2014 | Dominica, Malta, Paraguay, Đông Timor, Togo, Tonga, Zimbabwe                                                                                               |
| 2018 | Eritrea, Ghana, Kosovo, Malaysia, Nigeria, Singapore |
| 2022 | Haiti, Ả Rập Xê Út |